# Monje soldado
Un monje-soldado es la mención aceptada, adoptada por Bernardo de Claraval, para designar a los miembros de las órdenes militares, tanto a los hospitalarios como principalmente a los templarios. Posteriormente, por extensión, también puede referirse a miembros de otras órdenes.
La expresión «monjes soldados» se usa comúnmente (y en nuestro tiempo sobremanera) para describir a los templarios. No es impreciso ya que el propio San Bernardo es quien asocia primeramente ambas palabras, «monje» y «caballero» cuando escribe en su obra De laude novae militiae que: «Es tan singular como asombroso ver cómo saben mostrarse al mismo tiempo, más mansos que corderos y más terribles que leones, hasta el punto de que no sabemos si llamarlos religiosos o soldados, o más bien que no podemos encontrar otros nombres que les sientan mejor que estos dos, ya que juntos saben combinar la gentileza de uno con el valor del otro».

## Contexto histórico
Las órdenes militares, en todo caso, muchas de las grandes órdenes (como templarios, hospitalarios o caballeros teutónicos), están compuestas en primer lugar por hermanos o monjes que hacen votos religiosos y adopta una regla monástica como modo de vida con la particularidad «combinar la vida monástica con la profesión de las armas». Es la regla que crea orden: los hospitalarios siguen la regla de San Agustín, los templarios la regla de San Benito y las órdenes de Calatrava, Alcántara y Avís siguen la misma que el Cister al cual pertenecía San Bernardo de Claraval.
Jean-Loup Lemaître escribía que «el concepto de "orden religiosa" es relativamente reciente, que las clasificaciones modernas no son las del pasado: ordo monasticus, ordo canonicus designaba en la Edad Media un modo de vida regido por una de las tres reglas conservadas durante los sínodos de Aquisgrán de 816-817: las de San Basilio, San Benito y San Agustín, a las que añadir en el siglo XII la de Francisco de Asís y por el "institución" (institutio), que reunía las textos reglamentarios de la práctica litúrgica y la vida comunitaria, es decir, la “observancia" - lo "ordinario", lo "acostumbrado", las "constituciones" y los "estados"».
Con las cruzadas «por primera vez en la historia cristiana, los soldados vivían como monjes». o vivieron como monjes. Los hospitalarios hacían votos de pobreza, castidad y obediencia, sólo a partir de 1136 se atestigua su actividad militar, la vida espiritual se enriqueció con su devoción a los enfermos y a los pobres. Inicialmente, los templarios tenían como ideal la vida monástica, pero el servicio en la milicia interrumpió una existencia esencialmente ascética. Los caballeros teutónicos tenían un modo de vida con una regla similar a la templaria, con una cláusula relativa al trabajo hospitalario que recibían de los hospitalarios que los habían albergado. Los hermanos vivieron una existencia religiosa y militar en las plazas fuertes.

## Antiguas hipótesis
Ya en 1818 Joseph von Hammer comparó las órdenes militares cristianas (particularmente los templarios) con ciertos modelos islámicos como los nizaríes chiitas. En 1820, José Antonio Conde sugirió que seguían el modelo de la rábida, una institución religiosa fortificada que combinaba estilo de vida religioso y combate contra los enemigos del Islam. Ninguna de estas opiniones es aceptada hoy, Jean de Joinville, biógrafo de San Luis, relata la visita del Viejo de la Montaña, líder de los nizarianos, a Acre después de la creación de los Templarios, pues además parece que ningún ribat apareció en Palestina antes de la fundación de las órdenes militares.
Quizás deberíamos buscar la creación de «monjes soldados» en los Caballeros de San Pedro (milites Sancti Petri), milicia creada en 1053 por el papa León IX para luchar contra los normandos del sur de Italia, en la batalla de Civitate o en el establecimiento de la orden canónica regular del Santo Sepulcro, tras la toma de Jerusalén en 1099, por Godofredo de Bouillon. La misión de la Orden era ayudar al Patriarca de Jerusalén en sus diversas tareas. Un cierto número de hombres de armas, procedentes de la cruzada, se pusieron entonces al servicio del patriarca para proteger el Santo Sepulcro. Los hombres encargados de velar por la protección de los bienes del Santo Sepulcro así como de la comunidad de canónigos eran llamados caballeros del Santo Sepulcro (milites sancti Sepulcri). Estos caballeros no eran canónigos, pero disfrutaban de los beneficios de las oraciones. Todavía no eran «monjes soldados», no habían hecho ningún voto.

## Historia

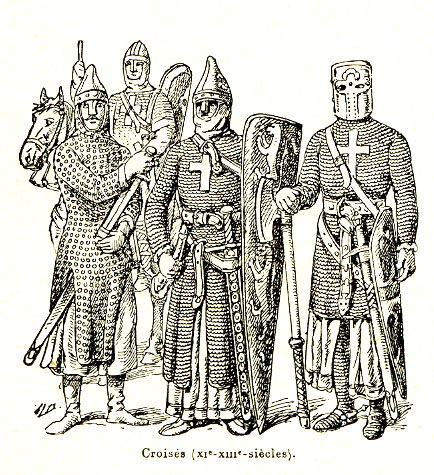
Cruzados

Estos «monjes soldados» no son una evidencia, son la antítesis del papel del monje de clausura y meditativo. Desde la toma de Jerusalén, había existido una paz incómoda en Palestina. De las bandas de «caminos grandes o pequeños», las incursiones sarracenas provocan una inseguridad constante. Gran parte de los cruzados regresaron a casa tras la conquista; quedan algunos caballeros y soldados que con demasiada frecuencia se limitan a las ciudades, los viajes entre ciudades deben realizarse en grupos. El aumento de los dispensarios y su dispersión supuso un problema para los peregrinos enfermos y para los hospitalarios.

### Inicios de los Templarios (1118-1129)
Después de Guillermo de Tiro, fue un barón de Champaña, Hugo de Payans, quien propuso a Balduino II de Jerusalén la creación de una comunidad de «Pobres Caballeros de Cristo» para garantizar la seguridad vial. Durante el Concilio de Nablus en 1120, estos caballeros fueron invitados a tomar las armas nuevamente. La nueva hermandad fue instalada por Balduino y Garmond de Picquigny, patriarca de Jerusalén, en el lugar de la antigua mezquita de al-Aqsa, considerada la ubicación del Templo de Salomón: de ahí su nombre de Milites Templi, «caballeros del templo», «templarios».

### Reconocimiento papal
Muy rápidamente estos caballeros que hacían votos de obediencia, pobreza y castidad, pero que luchaban con las armas en la mano contra los sarracenos, plantearon un problema con respecto a los principios de la Iglesia católica: están en estado de pecado al matar enemigos, incluso si lo son «infiel». Hugo de Payns apeló al abad de Claraval, pariente suyo, para que intercediera ante el papa. Bernardo de Claraval escribió De laude novae militiae («Elogio de la nueva caballería») en el que desarrolla la idea del «malicidio» (malicidio): de hecho no es un hombre el que «caballeros de la milicia de Cristo» pero el mal que hay en este hombre, no sería pues homicidio sino malicidio. Hugo repite sus observaciones en su carta De Christi militibus («soldados de cristo») que presentó al Concilio de Troyes en enero de 1129: da su aprobación a la nueva orden. Asimismo, la regla primitiva (o latina porque estaba escrita en latín), escrita en 1128, fue anexada al acta del Concilio de Troyes.

### Orden de San Juan de Jerusalén
En 1080, el hermano Gerardo creó una nueva «albergue» (hospital) de Jerusalén. El reconocimiento oficial de la Iglesia llegó en 1113 por el papa Pascual II que impuso, además de los votos de pobreza, obediencia y castidad, un cuarto voto, el de hospitalidad.
El papel militar de los hospitalarios comenzó realmente en 1137 cuando Fulco I, rey de Jerusalén, les cedió el castillo de Bath-Gibelin al este de Gaza. Construyeron Margat al norte de Trípoli en 1140, y el mismo año compraron Belvoir al norte de Nablus. Luego ocuparon Sare, Castillo Rouge, Gibelacar, Belmont y construyeron en Jerusalén, Acre, Antioquía y Tortosa. En 1142, Raimundo II, conde de Trípoli, les cedió la fortaleza de Homs y especialmente el Crac de los Caballeros, así como todas las tierras perdidas para que las reconquistaran.
La Iglesia protesta contra esta militarización de la orden de San Juan y ve en los hospitalarios, precisamente, sólo hospitalistas. El Concilio de Troyes no ratificó el estatuto de «monje-soldado» más que para la orden del Temple, pero en ningún caso se habló de la Orden de San Juan de Jerusalén. Ni en el reinado de Raymond du Puy hacia 1130, ni el de Roger de Moulins en 1182, se menciona título de caballero alguno. Pero tras la batalla de Hattin, en 1187, la Iglesia reconoció en ellos el mejor baluarte del cristianismo así como Saladino reconoció en ellos a sus peores enemigos.
El estatuto de «monje-soldado» no fue confirmada hasta 1205, en la fortaleza de Margat, durante el capítulo general de la orden que se celebró bajo el magisterio de Alfonso de Portugal.